# Campo de Khodínka

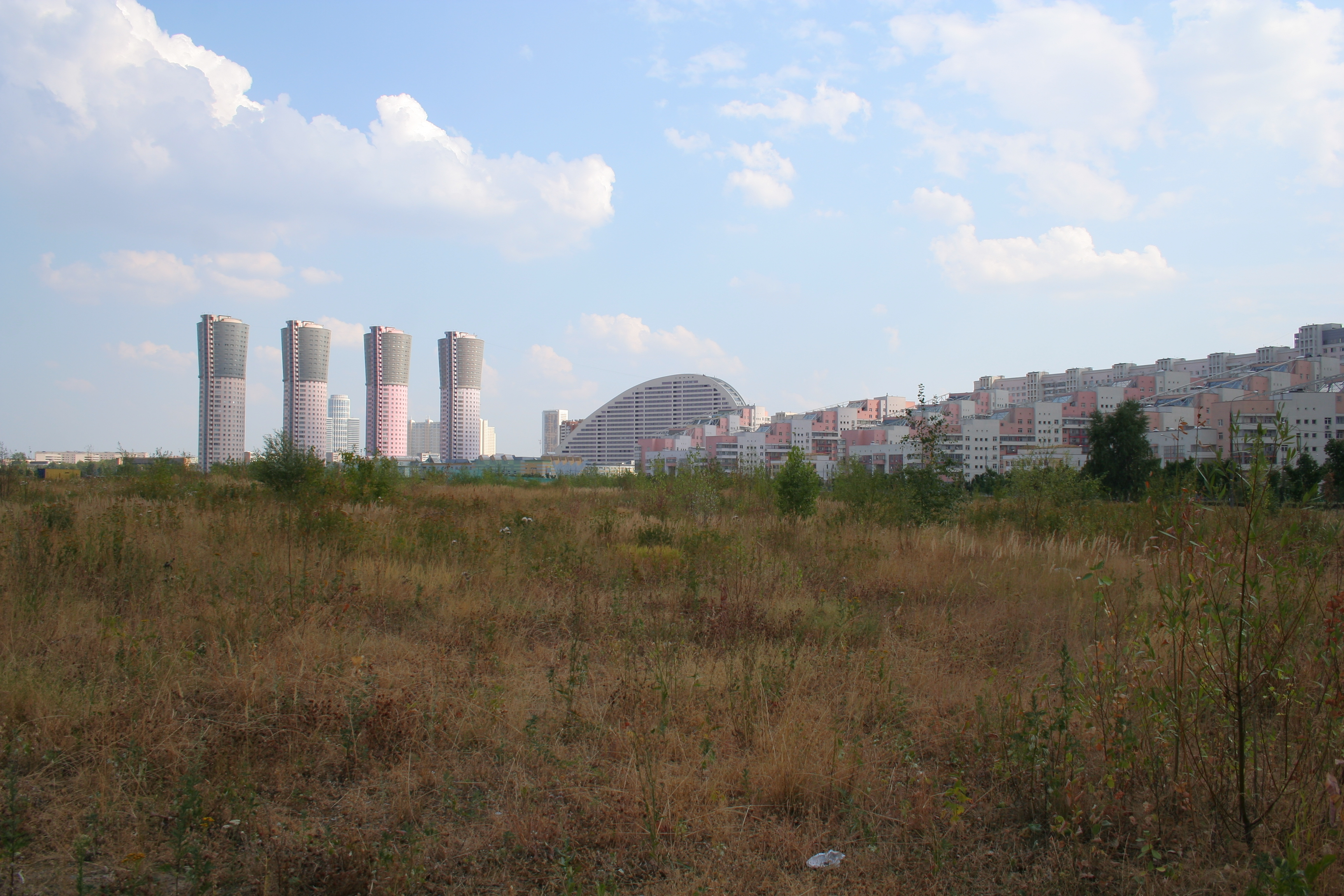
Campo de Khodínka.

Campo de Khodínka (em russo: Ходынское поле, Khodynskoye pole) é um grande espaço aberto no noroeste de Moscou, no começo da Avenida Leningradsky. Leva esse nome do pequeno Rio Khodínka, que atravessava os arredores. Os principais edifícios do campo, incluem quartéis militares do século XIX e o Hospital Botkin, o maior de Moscou na época de sua inauguração em 1910.
Khodínka foi o lugar do primeiro vôo russo, e teve um aeroporto em uso até o final da década de 1980. O Museu Nacional do Ar e Espaço se localiza em Khodínka.
Primeiro a ter um aeroporto, Khodínka foi usado para celebrar ocasiões de estado. Em junho de 1883, a coroação de Alexandre III aconteceu em Khodínka. O evento foi coordenado por Mikhail Lentovsky e incluiu quatro teatros, um circo, corais de fantoches e orquestras. No ponto central foi feita uma procissão alegórica intitulada A Primavera é Bela. Em maio de 1896, o lugar foi utilizado para a malfadada coroação do czar Nicolau II. Um tumulto causado por rumores de que havia falta de canecas, que seriam distribuídas como lembrança pela coroação, resultou em mais de 1 000 (algumas fontes dizem 1 500) mortes. (ver Tragédia de Khodínka.)